# James Corson
James Hunt Corson (14 gennaio 1906 – 12 novembre 1981) è stato un discobolo statunitense.

## Palmarès

### Olimpiadi
- Bronzo a Amsterdam 1928 nel lancio del disco.